# Bernardo Espinosa
Bernardo José Espinosa Zúñiga (Cáli, 11 de julho de 1989), mais conhecido como Bernardo Espinosa ou simplesmente Bernardo, é um futebolista profissional colombiano que atua como zagueiro. Atualmente, defende o Marbella.

## Carreira

### Sevilla
Em 11 de maio de 2011, Bernardo estreou pelo Sevilla jogando 90 minutos numa derrota para o Osasuna por 3–2.
Na temporada 2011–12, foi emprestado ao Racing Santander. Bernardo fez seu primeiro gol pelo Racing Santander na vitória sobre o Zaragoza, em 7 de janeiro de 2012.

### Sporting de Gijón
Em 26 de dezembro de 2012, Bernardo foi novamente emprestado, desta vez para o Sporting de Gijón. Em 26 de junho do ano seguinte, ele assinou um contrato permanente de três anos.
Bernardo perdeu o final da temporada 2015–16, devido a uma séria lesão no joelho.

### Middlesbrough
Em 15 de junho de 2016, Bernardo assinou um contrato de três anos com o Middlesbrough.

### Girona
Em 7 de julho de 2017, Bernardo assinou com o Girona.

## Títulos

### Prêmios individuais
Melhor defensor da Segunda Divisão Espanhola: 2014–15